# Самойлово (Ленинградская область)
Самойлово — деревня в Самойловском сельском поселении Бокситогорского района Ленинградской области.

## История
Деревня Самуйлова упоминается на карте Новгородского наместничества 1792 года А. М. Вильбрехта.

САМУЙЛОВО — деревня Обринского общества, прихода погоста Лучна

Крестьянских дворов — 10. Строений — 27, в том числе жилых — 12. Мелочная лавка. 

Число жителей по семейным спискам 1879 г.: 16 м. п., 17 ж. п.; по приходским сведениям 1879 г.: 14 м. п., 21 ж. п.

Сборник Центрального статистического комитета описывал её так:

САМОЙЛОВА — деревня бывшая владельческая, дворов — 11, жителей — 29; лавка, 2 постоялых двора. (1885 год)

В конце XIX — начале XX века деревня административно относилась к Обринской волости 5-го земского участка 3-го стана Тихвинского уезда Новгородской губернии.

САМУЙЛОВО — деревня Обринского общества, число дворов — 10, число домов — 17, число жителей: 24 м. п., 22 ж. п.; Занятия жителей: земледелие. Почтовый тракт. Земская школа, 3 лавки, смежна с дер. Бутырки.

САМУЙЛОВО — посёлок И. В. Яшеничева, число дворов — 2, число домов — 2, число жителей: 2 м. п., 4 ж. п.; Занятия жителей: земледелие. СПб—Вологодская ж.д. и Тихвинско-Устюженский почтовый тракт. Колодец. Мелочная лавка, смежен с дер. Самуйлово. (1910 год)

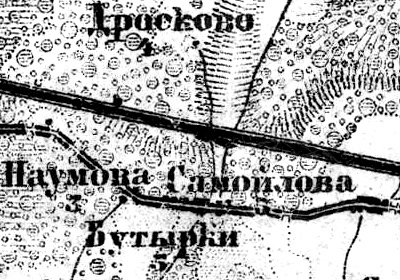
Деревня Самойлово на карте 1917 года

Согласно военно-топографической карте Новгородской губернии издания 1917 года, деревня называлась Самойлова и насчитывала 5 крестьянских дворов.
С 1917 по 1918 год деревня входила в состав Обринской волости Тихвинского уезда Новгородской губернии.
С 1918 года, в составе Череповецкой губернии.
С 1924 года, в составе Пикалёвской волости.
С 1927 года, в составе Самойловского сельсовета Пикалёвского района.
С 1932 года, в составе Ефимовского района.
По данным 1933 года деревня Самойлово являлась административным центром Самойловского сельсовета Ефимовского района, в который входили 22 населённых пункта: деревни Бутырки, Гузеево, Дуброва, Большое Замошье, Малое Замошье, Захожа, Ивановское, Лученская Горка, Матвеевское, Михеево, Наумово, Новли, Обрино, Петриково, Подлипье, Самойлово, Селиваново, Стукачёво, Харчевни Веселовские, Шипково, хутор Зимники и село Ивановское, общей численностью населения 2265 человек.
По данным 1936 года в состав Самойловского сельсовета входили 11 населённых пунктов, 296 хозяйств и 9 колхозов.
С 1952 года, в составе Бокситогорского района.
С 1954 года, в составе Анисимовского сельсовета.
С 1963 года, вновь в составе Ефимовского района.
С 1965 года вновь в составе Бокситогорского района. В 1965 году население деревни составляло 178 человек.
По данным 1966 и 1973 годов деревня Самойлово также являлась административным центром Самойловского сельсовета Бокситогорского района.
По данным 1990 года деревня Самойлово входила в состав Самойловского сельсовета, административным центром сельсовета являлся посёлок Совхозный.
В 1997 году в деревне Самойлово Самойловской волости проживал 123 человека, в 2002 году — 103 человека (русские — 98 %).
В 2007 году в деревне Самойлово Самойловского СП проживали 98 человек, в 2010 году — 181.

## География
Деревня расположена в западной части района на автодороге 41К-035 (Большой Двор — Самойлово), близ места её примыкания к автодороге А114 (Вологда — Новая Ладога). Деревня расположена к западу и смежно с посёлком Совхозный.
Расстояние до административного центра поселения — 2 км.
Расстояние до ближайшей железнодорожной платформы Обринский на линии Волховстрой I — Вологда — 0,5 км.

## Демография
| 1997 | 2002 | 2007 | 2010 | 2017 |
| ---- | ---- | ---- | ---- | ---- |
| 123  | ↘103 | ↘98  | ↗181 | ↗185 |

## Улицы
Бутырская, Газовая, Газовый переулок, Матвеевская, Матвеевский переулок, Новая, Новый переулок, Обринская, Обринский переулок, Центральная, Центральный переулок, Школьная, Школьный переулок.